# Mezquetillas
Mezquetillas es una localidad española del municipio de Alcubilla de las Peñas, perteneciente a la provincia de Soria, en la comunidad autónoma de Castilla y León.

## Geografía
Pueblo de la comarca de Arcos de Jalón,  partido judicial de  Almazán, se halla situado en el sur de la provincia y forma parte de la comarca Tierra de Medinaceli, junto al municipio de Alcubilla de las Peñas, del cual depende.

## Naturaleza
- Coto Nuevo, Coto Viejo, la Dehesa, la Matilla y la Muela:

Bosque o monte de marojales y robles con abundante vegetación, Quercus pyrenaica, un paraíso en primavera, verano y otoño, donde campan a sus anchas corzos, jabalíes, conejos perdices, el hábitat perfecto para estos animales. En estos montes a principio del otoño podemos encontrar algún Boletus edulis escondido entre el pasto, al pie de cualquier roble. Este pequeño entorno natural se halla integrado en el pueblo y se corresponde con la zona sur, este y oeste del mismo.
- Encinar de La Matilla:

Bosque o monte de encinas, Quercus ilex, también conocidas como carrascas o chaparros, aunque también hay algún roble. Está situado al sur del pueblo y se puede acceder a él por el Camino de La Matilla.
- Robledal del Rostro Bajo y Rostro Alto:

Bosque o monte de roble en su totalidad, se halla situado junto al encinar de La Matilla, antes de llegar a él, muy hermoso sobre todo en otoño.
- Robledal de La Muela, Torreladrones y La Cueva:

Bosque o monte en el que predominan los robles, aunque también hay amplias zonas de encinas; se halla situado al Norte del pueblo y se accede por el camino de La Muela. Estos montes son muy frecuentados por corzos y jabalíes. En otoño podemos encontrar en ellos algún Boletus edulis y también la seta Pleurotus eryngii, la auténtica y genuina seta de cardo.
(**) Estos montes, los Cotos y La Cueva, ambos, eran propiedad del Ducado de Medinaceli. El monte de La Cueva, aunque es propiedad de Mezquetillas, pertenece al término de Alcubilla de las Peñas, parece ser que Alcubilla no quiso comprarlo o bien Mezquetillas pujó más y mejor en la subasta.

## Historia
El pueblo se halla ubicado en la zona y entorno del Camino del Cid, próximo a él. Se cree que por estas mismas tierras pasó al-Mansur, más conocido por Almanzor, allá por el año 1002, el cual según la historia, tras ser herido y derrotado por los cristianos en la Batalla de Calatañazor, Soria, huyó hacia la ciudad de Madina Salim, Medinaceli, protegido y transportado por su ejército sobre unas angarillas, algo similar a una parihuela o litera de madera. Se cree que con el fin de no ser vistos en la llanura por el enemigo, por los cristianos, parte de esa huida la realizaron a través del cauce del río Bordecorex, llegando a Mezquetillas al atardecer, donde pasaron la noche en el Fuerte o Mezquita, lo que actualmente es la Iglesia; después continuaron su huida hasta Medinaceli.

Cuenta la leyenda que, durante ese largo camino de huida y persecución, Almanzor, se negó a comer y a beber agua llegando agonizante a Medinaceli donde murió en la noche del 10 al 11 de agosto de 1002, lugar éste donde se cree que se halla enterrado. Siempre oí decir a las gentes de la zona, a los mayores, a los abuelos, que Almanzor estaba enterrado en el tercer cerrillo, en una caja de oro, aunque también parece ser que hay alguna otra leyenda que afirma que fue trasladado a la ciudad de Córdoba, España, donde se hallaba el Califato de Córdoba.

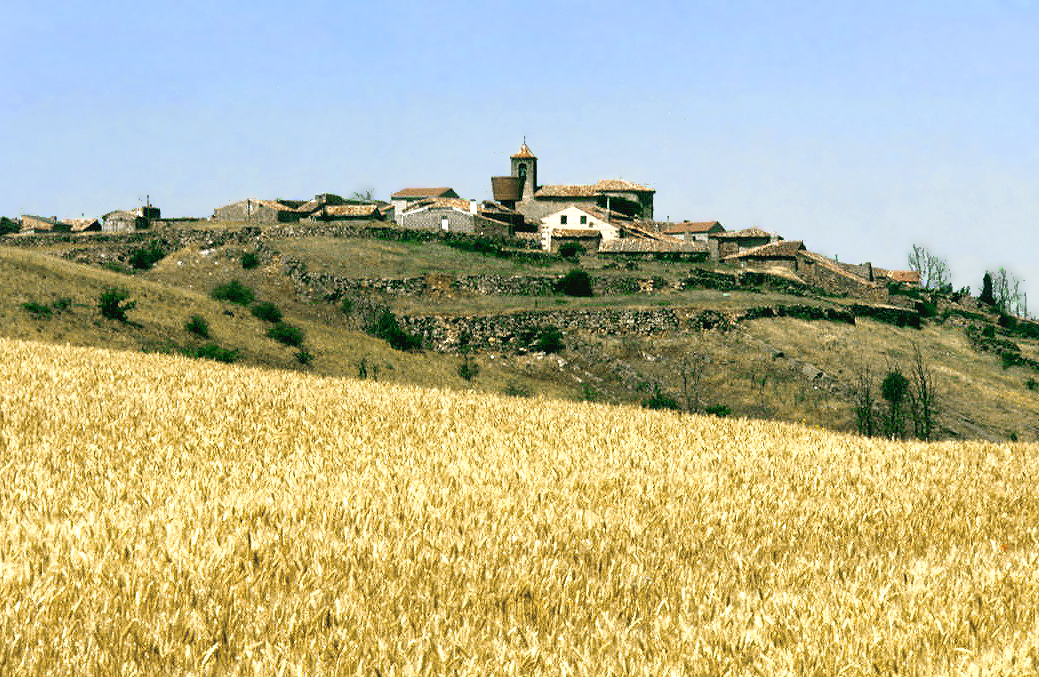
Vista de la localidad en 1991

A la caída del Antiguo Régimen la localidad se constituye en municipio constitucional, conocido entonces como Mezquetillas o Mezquitillas, en la región de Castilla la Vieja que en el censo de 1842 contaba con 80 hogares y 318 vecinos.
A finales del siglo XX este municipio desaparece porque se integra en el municipio Alcubilla de las Peñas, contaba entonces con 25 hogares y 54 habitantes.
No muy lejos del pueblo se encuentra la Cañada Real y la Calzada Romana, Ocilis a Uxama, (Medinaceli y Osma), que discurre por los términos de Yelo, Romanillos de Medinaceli, Barahona, Berlanga de Duero y Gormaz, los dos primeros, limítrofes a Mezquetillas.

## Demografía
| Gráfica de evolución demográfica de Mezquetillas entre 1842 y 1970 |
| |
| Población de derecho según los censos de población del INE Población de hecho según los censos de población del INEEn este censo se denominaba Mezquetillas o Mezquitillas: 1860 Entre el censo de 1981 y el anterior, este municipio desaparece porque se integra en el municipio 42008 (Alcubillas de las Peñas) |

En el año 1981 contaba con 24 habitantes, concentrados en el núcleo principal, pasando a 17 en 2009.
Detalle del censo, 1842-1970:  el año 1887 en el pueblo había 100 hogares y tenía una población de 388 personas. 
A partir de 1970 el Censo de Mezquetillas y Radona, como pedanías del Ayuntamiento de Alcubilla de las Peñas, se adiciona y acumula, en el de Alcubilla de las Peñas.

## Personas notables
- Ángel Dolado Pérez, 11 de mayo de 1962, es juez, secretario judicial, fiscal en excedencia, y fue El Justicia de Aragón,[6] hasta junio de 2023.

El 19 de abril de 2018 fue elegido como el 70.º Justicia de Aragón por las Cortes de Aragón. 
El pasado 31.08.2019 las gentes de Mezquetillas, sus paisanos y los pueblos de su entorno, por extensión todos los sorianos, rindieron un sentido homenaje a Ángel Dolado Pérez. A esta gran fiesta, celebrada en su pueblo natal, asistió una amplia representación de autoridades de la Junta de Castilla y León, también de la Diputación Provincial de Soria: asistió el procurador del Común de Castilla y León, Tomás Quintana López, así como el presidente de la Diputación de Soria, Benito Serrano, el subdelegado del Gobierno, Miguel Latorre, asistió en pleno la institución El Justicia de Aragón, estuvo el alcalde de Alcubilla de las Peñas, también asistieron al acto múltiples compañeros, familiares y amigos. 
En el acto se inauguró la plaza Mayor del pueblo con su nuevo nombre, Plaza Ángel Dolado Pérez, Justicia de Aragón, lugar éste donde se descubrió una placa de cerámica en su honor.
Pulsa en los enlaces  y , para ver y escuchar su discurso de homenaje y el de las autoridades que le acompañaron en ese acto.
Resumen del mandato de Ángel Dolado Pérez como Justicia de Aragón y carta de despedida, ,
- Natalio Florencio Paredes, 23 de enero de 1901 - 19 de marzo de 1981. Doctor en medicina y religioso de la Orden Hospitalaria de San Juan de Dios.  Del 5 de julio de 1939 al 8 de septiembre de 1939, abrió la casa de Santander y estuvo de vicario prior. En 1940 finalizó los estudios de medicina y fue nombrado maestro adjunto y médico residente de Santa Águeda de Mondragón. De 1947 a 1950 pasó a Santiago de Chile como médico. De 1950 a 1953 fue nombrado superior de Palencia y de 1953 a 1956 superior de Valladolid. En 1956 se fundó el Hospital misionero en Asafo (Ghana) y fue como primer médico misionero de la provincia de Castilla. Allí sirvió en el hospital durante 17 años, a su marcha le dedicaron una plaza con un busto dedicado al Dr. Paredes.

Más información acerca de Fray Natalio Paredes:  y 
- Beato Segundo Pastor Garcia, (Mezquetillas, 29.04.1885, † Málaga 17.08.1936)

Era hijo del matrimonio formado por Félix Pastor de Vicente y Escolástica García Chamorro y el segundo de dos hermanos. Nacido el 29 de abril de 1885, fue bautizado con el nombre de Pedro al día siguiente, en la parroquia de Ntra. Sra. de la Concepción, de Mezquitillas. Sus padres eran un matrimonio sencillo, de condición más bien humilde, pues el hogar vivía del trabajo de pastoreo, que ejercitaba el padre del Siervo de Dios. Así, en ese ambiente de sencillez creció y se desarrolló, pero recibió una educación cristiana que se unía a su carácter apacible y bondadoso.
Su vida en la Orden fue ejemplar. Formando parte de la comunidad del Hospital San José de Málaga, fue testigo de la situación tan tensa y crítica que se vivía en la ciudad con iglesias y otros edificios siendo pasto de las llamas, manifestaciones violentas, etc.; el temor estaba en que todo ello podía extenderse al sanatorio en contra de los miembros de la comunidad y de los mismos enfermos. Es entonces cuando el superior ofreció a los religiosos la posibilidad de salir del sanatorio hasta que pasasen esos momentos críticos y se normalizaban las cosas; cada uno de los religiosos manifestó su voluntad de continuar en su misión hospitalaria. La disposición personal de Fr. Segundo era de "confianza en el Señor" y de solidaridad con los otros Hermanos y con su misión en ayuda de los enfermos: "Me quedo junto a los enfermos, pase lo que pase, y quiero correr la misma suerte...". Esta actitud le manifestó a su misma madre, cuando le escribió que fuera con ella, ya "que con lo que habían heredado de su tía y los ahorros que ella tenía, lo podían pasar bien"; a lo cual el Siervo de Dios le respondió: "que él no abandonaba la Comunidad pasara lo que pasara". El 17 de agosto de 1936 por la tarde, al ser detenida la comunidad, el Siervo de Dios Fr. Segundo Pastor no estaba con los demás. Los milicianos le echaron en falta y prometieron volver por él. Una hora más tarde, el Siervo de Dios se presentó a ellos y se lo llevaron. Momentos después, desde la misma casa, se oyeron unos disparos cayendo asesinado a poca distancia del sanatorio, junto al puente llamado de los Martiricos.
El Papa Francisco firmó su Decreto de martirio el 5 de julio de 2013.
Fue beatificado en Tarragona, junto con otros 521 mártires más, el 13 de octubre de 2013.
Más información acerca del Beato Segundo Pastor García: y 
- Isidro Dolado de Francisco, 15 de mayo de 1902 - 15 de enero de 1978

Maestro republicano, "Primer escalafón de maestros de escuelas nacionales", Libro Escalafones del Magisterio 1933, página 50.

```
 B.O.E. Núm.77 del 18 de marzo de 1954, continuación a la Orden de 27 de febrero de 1954 por la que se otorga el ascenso a la categoría cuarta del Escalafón General del Magisterio Nacional Primario, y sueldo anual de 17.000 pesetas, más dos mensualidades extraordinarias, a los 3.750 Maestros y 3.750 Maestras que se relacionan. 
, número de orden 1266 y número en el escalafón 6966.
```

Más información acerca de Isidro Dolado de Francisco: .

## Patrimonio
- Iglesia de la Inmaculada Concepción (Mezquetillas).
- Fuente Romana La Canaleja.[7]